# Orlando Ferreira
Orlando Ferreira (1886-1957), também conhecido como Doca, foi um jornalista independente que criticava as elites econômicas, políticas e religiosas da cidade de Uberaba, região do Triângulo Mineiro.
Na década de 1920, o jornalista foi um dos defensores da ideia de transferir a administração política da região do Triângulo Mineiro para o Estado de São Paulo.
Em Terra Madrasta (1928), um de seus principais livros, ele levantou dados políticos e econômicos da cidade e apontou as forças que, segundo ele, se opunham ao progresso de Uberaba: “1) A administração. 2) A política. 3) O clero. 4) A Empresa Força e Luz. 5) A família Borges. 6) A família Prata. 7) A família Rodrigues da Cunha.” Para Orlando Ferreira, Uberaba não era a Princesa do Sertão, como os memorialistas costumavam chamá-la, mas a “mucama do sertão”. Ele criticava a indolência dos mineiros e defendia que a região do Triângulo Mineiro deveria se incorporar ao Estado de São Paulo.
Através de cartas anônimas ao clero da cidade e sobretudo com a publicação de O Pântano Sagrado (1940), Doca insurgiu-se contra a igreja, pois ele considerava que o obscurantismo do clero era “nefasto” para a cidade. Seu livro foi apreendido e toda a edição foi incinerada.

## Livros de Orlando Ferreira
- Pela Verdade: Catolicismo versus Espiritismo. Uberaba: O Triângulo,1919.
- Terra madrasta. Uberaba: O Triângulo, 1928.
- Capitalismo e Comunismo. São Paulo: Rabelo & Magalhães, 1932.
- Ilusões capitalistas. São Paulo: Rabelo & Magalhães, 1932.
- Forja de anões. São Paulo: Revista dos Tribunais, 1940.
- O Pântano Sagrado. Uberaba: A Flama, 1948.
- Rui Barbosa e Seus Detratores, Editora Jardim Uberaba, 1921.
- A Origem Divina do Espiritismo, Editora Linotipo, 1956.